# Volkan Baydar

Volkan Baydar 2019

Volkan Baydar (auch bekannt als Volcan Baydar; * 31. März 1971 in Hamburg) ist Sänger und Komponist des Pop-Duos Orange Blue sowie Schauspieler und Sprecher.

## Leben
Volkan Baydar, Sohn türkischer Eltern, spielt seit seinem sechsten Lebensjahr Klavier und fing früh an, eigene Songs zu schreiben. Über eine Annonce einer Soulband in der Hamburger Szene-Zeitschrift Oxmox, die einen Sänger suchte, lernte er den Pianisten und Songwriter Vince Bahrdt kennen.
1992 gründeten sie die Pop-Gruppe Orange Blue. Baydar arbeitete nebenbei als Taxifahrer und studierte Musical an der Stage School Hamburg, brach das Studium jedoch nach einem Jahr ab, um seine erste Haupt- und Titelrolle im Musical "Pico" im Hamburger "Delphi Theater" zu spielen. Auch diese Rolle gab er nach kurzer Zeit auf und ging Ende 1999 nach New York, um die Schauspielmethode "Method Acting zu studieren. 2000 veröffentlichten Orange Blue erfolgreich ihr Debütalbum In Love with a Dream mit der Leadsingle She’s Got That Light. Die zweite Single war Teil des Soundtracks des Walt-Disney-Films Dinosaur. Mittlerweile hat das Pop-Duo über eine Million Tonträger verkauft.
Von 2005 bis 2007 spielte Baydar die Rolle des „Ali“ in der RTL-Comedyserie Alle lieben Jimmy. Seit 2008 hat Baydar wiederholt am Bimbache openART Projekt des Gitarrenvirtuosen Torsten de Winkel teilgenommen, bei dem Künstler aus der ganzen Welt und aus den unterschiedlichsten Stilrichtungen aufeinandertreffen. 2009 sang er zur Kampagne „New 7 Wonders of Nature“ den Titelsong Another Time, der von Harold Faltermeyer produziert wurde. In der Zeichentrickserie CHI RHO sprach er 2011 in drei Folgen die Rolle des Chamäleons „Sammy“. 2012 veröffentlichte Volkan Baydar sein erstes Soloalbum Raum schaffen, für das er die Texte, Kompositionen und Arrangements selbst verfasste. Seit 2014 ist Baydars Song Beautiful Life Titelsong der ZDF-Vorabendserie Dr. Klein.
Ende 2020 gründete er sein eigenes Plattenlabel „Redd Pipe Records“. Im Frühjahr 2021 erschien unter seinem neuen Label die Jazzballade „What a beautiful day“ seines Jazz-Soul-Projekts Volkan & Aristo.
Volkan Baydar lebt in Hamburg und engagiert sich seit vielen Jahren für den Tierschutz. Er hat einen Sohn. Sein jüngerer Bruder Tayfun Baydar spielte von 2008 bis 2016 in der Serie Gute Zeiten, schlechte Zeiten.